# Oscaecilia elongata
Oscaecilia elongata es una especie de anfibio gimnofión de la familia Caeciliidae.
Es endémica de los alrededores de Yaviza, población de la provincia de Darién (Panamá).